# Добринка (Александровський район)
До́бринка (рос. Добринка) — село у складі Александровського району Оренбурзької області, Росія.

## Населення
Населення — 530 осіб (2010; 648 у 2002).
Національний склад (станом на 2002 рік):
- росіяни — 83 %